# Академія наук Туреччини
Академія Наук Туреччини (тур. Türkiye Bilimler Akademisi — TÜBA) — автономне наукове співтовариство, орієнтоване на підтримку наукової діяльності в Туреччині. Академія формально підпорядкована офісу прем'єр-міністра Туреччини і фінансується здебільшого з державного бюджету, але фактично має адміністративну та фінансову автономію.
Академія заснована у вересні 1993 року. Штаб-квартира академії знаходиться в Анкарі. Президент — доктор Ахмет Аджар. Станом на лютий 2010 року, членами Турецької академії наук обрано 135 осіб (19 жінок і 116 чоловіків), з них 83 дійсних, 37 почесних і 15 асоційованих. 79 академіків ТАН представляють технічні науки, 32 — медичні, 24 — гуманітарні.
Основні завдання академії — присвоєння вчених ступенів і звань, визначення пріоритетних наукових напрямків для дослідження, аналіз законодавства та внесення пропозицій щодо його зміни. Крім того, академія фінансує програми з підтримки молодих вчених, написання та перекладу підручників для внз турецькою мовою.
При цьому власне організація і проведення фундаментальних досліджень регулюються окремою організацією — Радою з науково-технічних досліджень (TÜBITAK).